# Eudarcia incincta
Eudarcia incincta is een vlinder uit de familie van de Meessiidae. Deze soort is voor het eerst wetenschappelijk beschreven als Demobrotis incincta door Edward Meyrick in een publicatie uit 1919.
De soort komt voor in India.